# Spiroctenus exilis
Spiroctenus exilis là một loài nhện trong họ Nemesiidae.
Spiroctenus exilis được miêu tả năm 1938 bởi Lawrence.